# Послание към евреите
„Послание на св. ап. Павла до Евреите“ е библейска книга, двадесет и шеста в Новия завет. Посланието е написано е на прецизен богословски език и изпратено до покръстените евреи в Палестина, за да утвърди вярата им в месията Иисус Христос.
В посланието не се посочва автор, но в него личи мисълта и стилът на апостол Павел, като в него се споменава и Тимотей. Като място на написване е посочена Италия. Затова се приема, че посланието е написано от самия Павел или някой от неговите ученици в Италия малко след първия престой на апостола в затвор в Рим. Първи Евсевий Кесарийски оспорва авторството на Павел. Според учените в днешно време авторът на това послание е неизвестен.
Основната му цел е да увещава християните да издържат пред лицето на преследванията. По това време някои местни вярващи обмислят да се върнат към юдаизма и към еврейската система на закона, за да избегнат преследванията поради вярата си в Иисус. Темата на посланието е учението за личността на Иисус Христос и ролята му на посредник между Бога и човечеството.
Посланието съдържа множество препратки към Стария завет и по-специално към Септуагинта.